# Ammoniumdisulfit
Ammoniumdisulfit ist eine anorganische Verbindung aus der Gruppe der Disulfite.

## Herstellung
Ammoniumdisulfit kann in einer Gasphasenreaktion aus Ammoniak, Schwefeldioxid und Wasser hergestellt werden.

## Eigenschaften
Ammoniumdisulfit kristallisiert im orthorhombischen Kristallsystem in der Raumgruppe Pnma (Raumgruppen-Nr. 62) mit den Gitterparametern a = 7,133 Å; b = 6,085 Å und c = 15,062 Å sowie 4 Formeleinheiten pro Elementarzelle. Die Verbindung zersetzt sich langsam bei Kontakt mit Luft und Feuchtigkeit.